# Thespesia patellifera
Thespesia patellifera är en malvaväxtart som beskrevs av Borss. Waalk.. Thespesia patellifera ingår i släktet Thespesia och familjen malvaväxter. Inga underarter finns listade i Catalogue of Life.